# 堀田千宴子
堀田 千宴子（ほりた ちえこ、旧姓：山田千宴子、 1980年 - ）は、日本の女性空手家（五段）、社会教育家、アマチュアボクサー、会社経営者である。
富山県高岡市生まれ。富山県高岡市を拠点とした空手道場「千山道場（せんざんどうじょう）」の代表師範であり、女性道場主。フルコンタクト空手元日本代表。アマチュアボクシングの元選手。指導者としても活動している。空手道をはじめとした7団体の代表である。「5刀流」格闘技少女堀田みず希は長女。3児の母。

## 主なメディア出演
- 2012年7月14日 フジテレビ「にじいろジーン」美人奥様ミラクルチェンジ[7] ×（アンガールズ）

- 2015年5月22日 北日本放送｜KNB news every. 金曜ジャーナル 特集『女性空手家 堀田千宴子』

- 2017年1月〜　富山第一銀行 TVCM  対談/空手家編（空手家　堀田千宴子）×（俳優 関口知宏）[8]